# 阿蓋爾 (紐約州村)
阿蓋爾（英語：Argyle）是位於美國紐約州華盛頓縣的村。

## 人口
根據2020年美國人口普查的數據，阿蓋爾的面積為0.82平方千米，皆為陸地。當地共有人口289人，而人口密度為每平方千米352人。